# Cantone di Les Pieux
Il Cantone di Les Pieux è una divisione amministrativa dell'arrondissement di Cherbourg.
A seguito della riforma approvata con decreto del 25 febbraio 2014, che ha avuto attuazione dopo le elezioni dipartimentali del 2015, è passato da 15 a 29 comuni.

## Composizione
I 15 comuni facenti parte prima della riforma del 2014 erano:
- Benoîtville
- Bricquebosq
- Flamanville
- Grosville
- Héauville
- Helleville
- Pierreville
- Les Pieux
- Le Rozel
- Saint-Christophe-du-Foc
- Saint-Germain-le-Gaillard
- Siouville-Hague
- Sotteville
- Surtainville
- Tréauville

Dal 2015 i comuni appartenenti al cantone sono i seguenti 29:
- Barneville-Carteret
- Baubigny
- Benoîtville
- Bricquebosq
- Fierville-les-Mines
- Flamanville
- Grosville
- La Haye-d'Ectot
- Héauville
- Helleville
- Le Mesnil
- Les Moitiers-d'Allonne
- Pierreville
- Les Pieux
- Portbail
- Le Rozel
- Saint-Christophe-du-Foc
- Saint-Georges-de-la-Rivière
- Saint-Germain-le-Gaillard
- Saint-Jean-de-la-Rivière
- Saint-Lô-d'Ourville
- Saint-Maurice-en-Cotentin
- Saint-Pierre-d'Arthéglise
- Sénoville
- Siouville-Hague
- Sortosville-en-Beaumont
- Sotteville
- Surtainville
- Tréauville